# 横浜市立大口台小学校
横浜市立大口台小学校（よこはましりつ おおぐちだいしょうがっこう）は、神奈川県横浜市神奈川区大口仲町にある公立小学校。

## 沿革
- 1954年 - 白幡小学校分校として開校
- 1955年 - 大口台小学校として独立
- 1965年 - 講堂竣工
- 1966年 - プール完成
- 1974年 - 鉄筋新校舎第一期完成
- 1976年 - 鉄筋新校舎第二期完成
- 1988年 - 体育館・プール完成
- 2001年 - 給食棟竣工
- 2012年 - 昨今の体力低下に伴い向上プログラムの開始

## 通学区域
- 横浜市神奈川区
  - 大口通1番地から17番地まで、56番地から終りまで[1]
  - 大口仲町
  - 白幡向町33番26号から28号まで
  - 西大口
  - 松見町1丁目27番地の15、27番地の16、27番地の29から27番地の57まで、29番地

## 進学先中学校
- 横浜市立神奈川中学校（大半の生徒の進学先）

## 交通
- 東急東横線妙蓮寺駅より徒歩7分
- JR横浜線大口駅より徒歩10分